# Église Saint-Alpin de Villevenard
L'église Saint-Alpin de Villevenard, dédiée à saint Alpin, 8e évêque de Châlons, est située sur la commune de Villevenard, dans le département de la Marne, en France.

## Historique
L'édifice est initié au milieu du XIIe siècle, sur l'emplacement d'une chapelle consacrée à saint André[réf. nécessaire].
L'église Saint-Alpin est classée au titre des monuments historiques par arrêté du 31 décembre 1915.

## Architecture
La nef de l'église est construite dans un style roman.
L'église possède un remarquable clocher octogonal avec baies géminées ornées de chapiteaux à motifs végétaux. Son clocher est remarquable, les clochers octogonaux étant rares dans le départent de la Marne.
Le portail est surmonté d'un linteau en bâtière et d'un tympan nu.
Les parties orientales de l'édifice portent les traces de plusieurs réfections, les baies ont été reprises à la fin du XVe siècle ou au début du XVIe siècle, le chœur rectangulaire, voûte en berceau avec lunette a été refait au XVIIIe siècle.

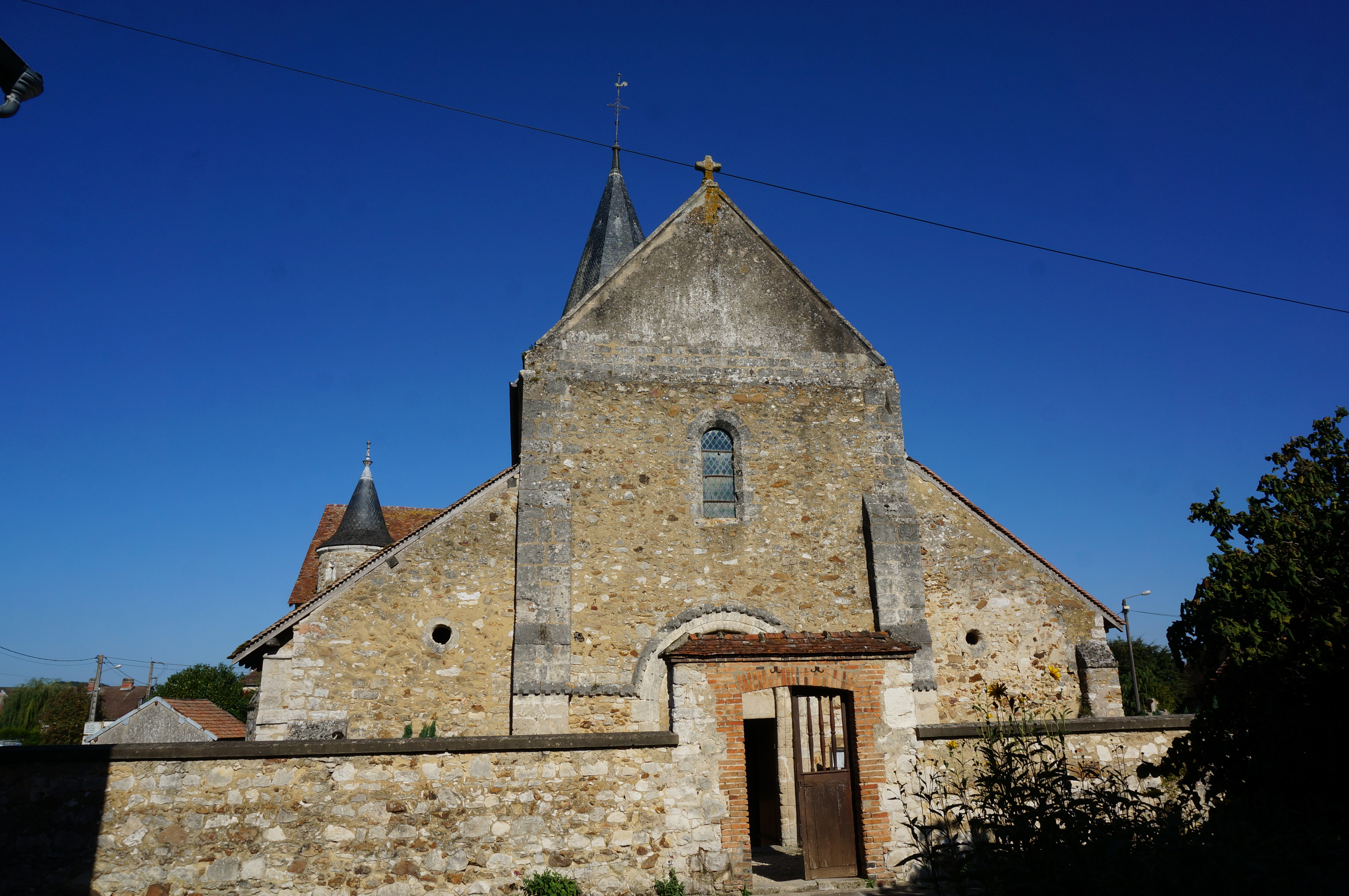
La façade ouest.
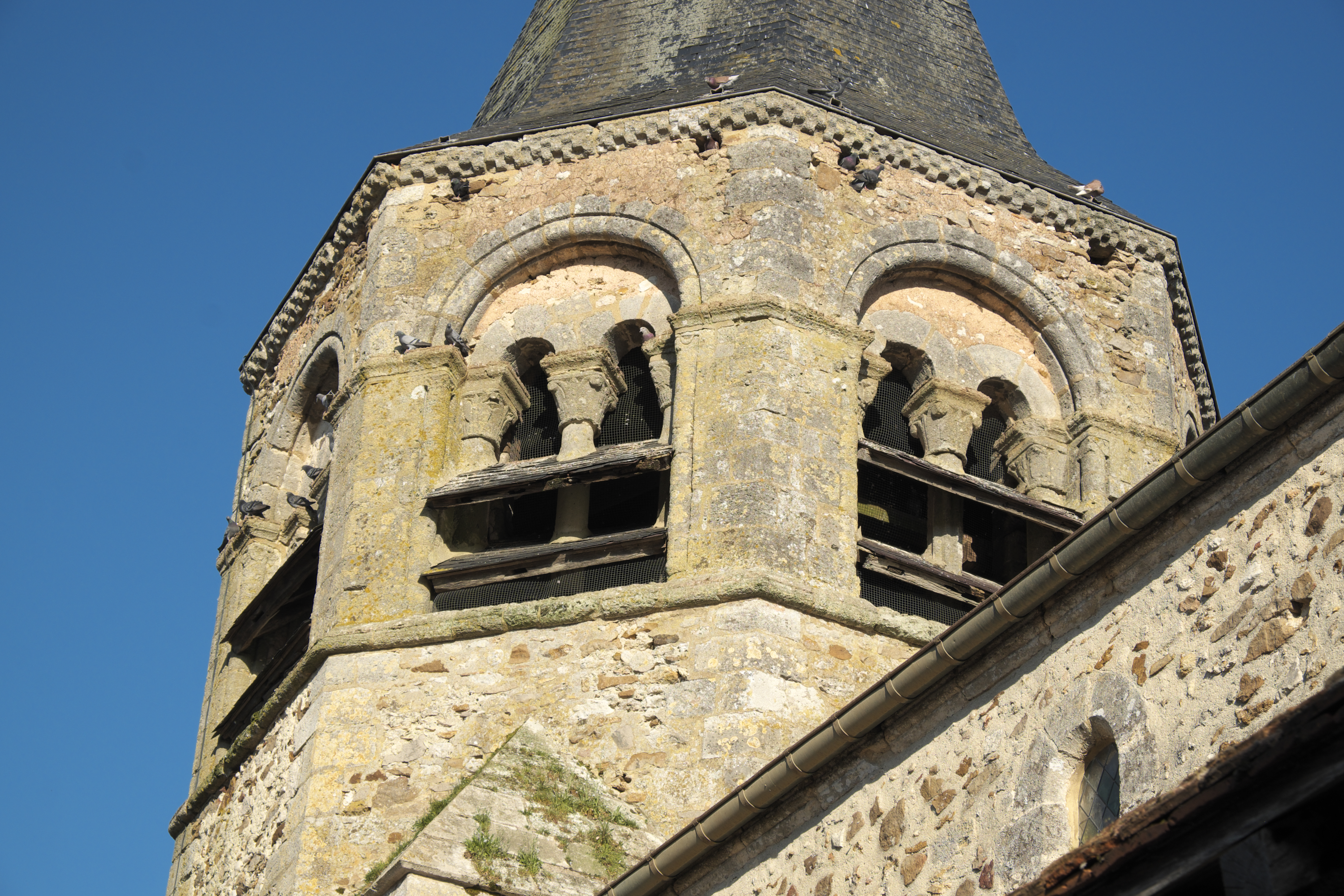
Détail du clocher.
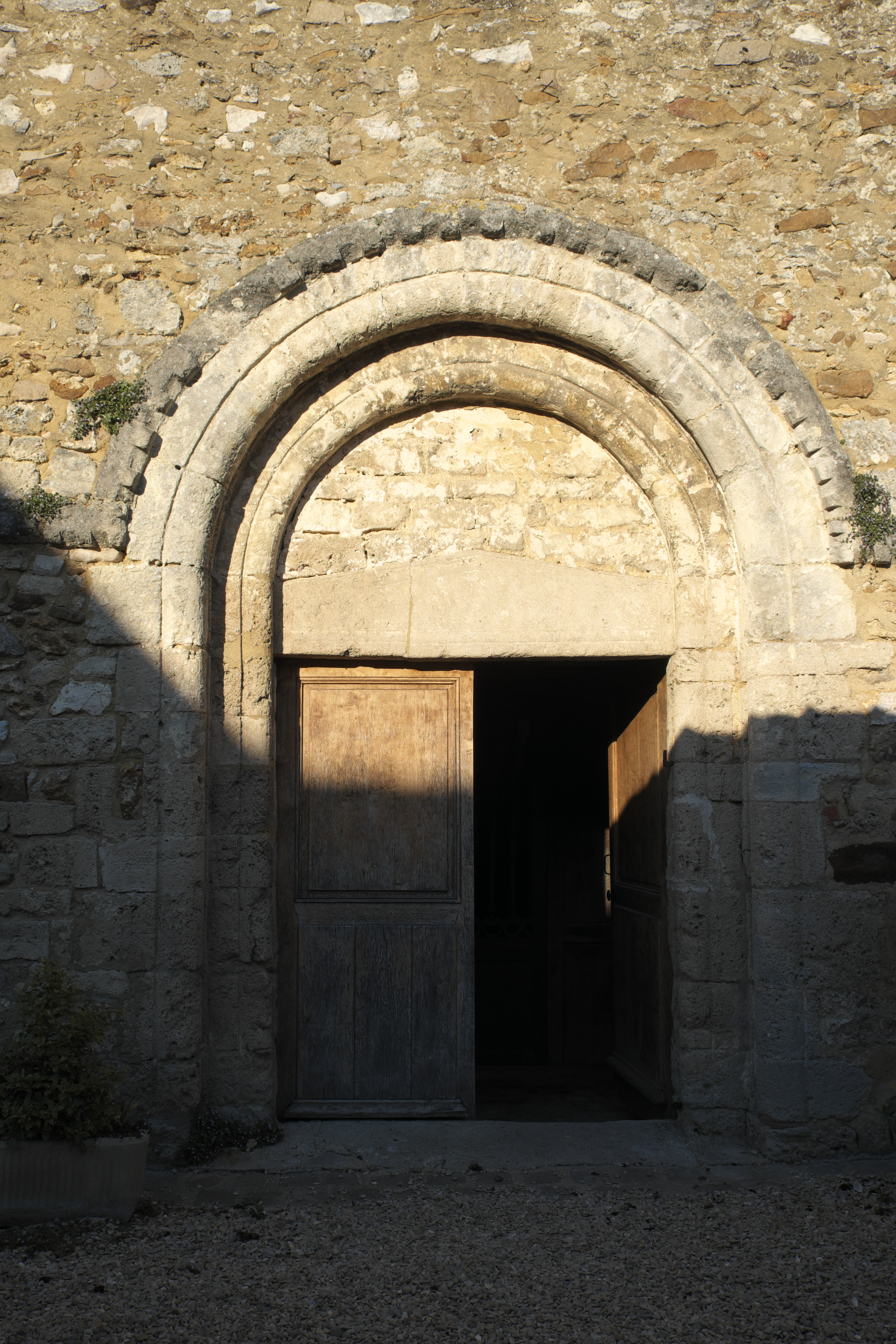
Le portail.
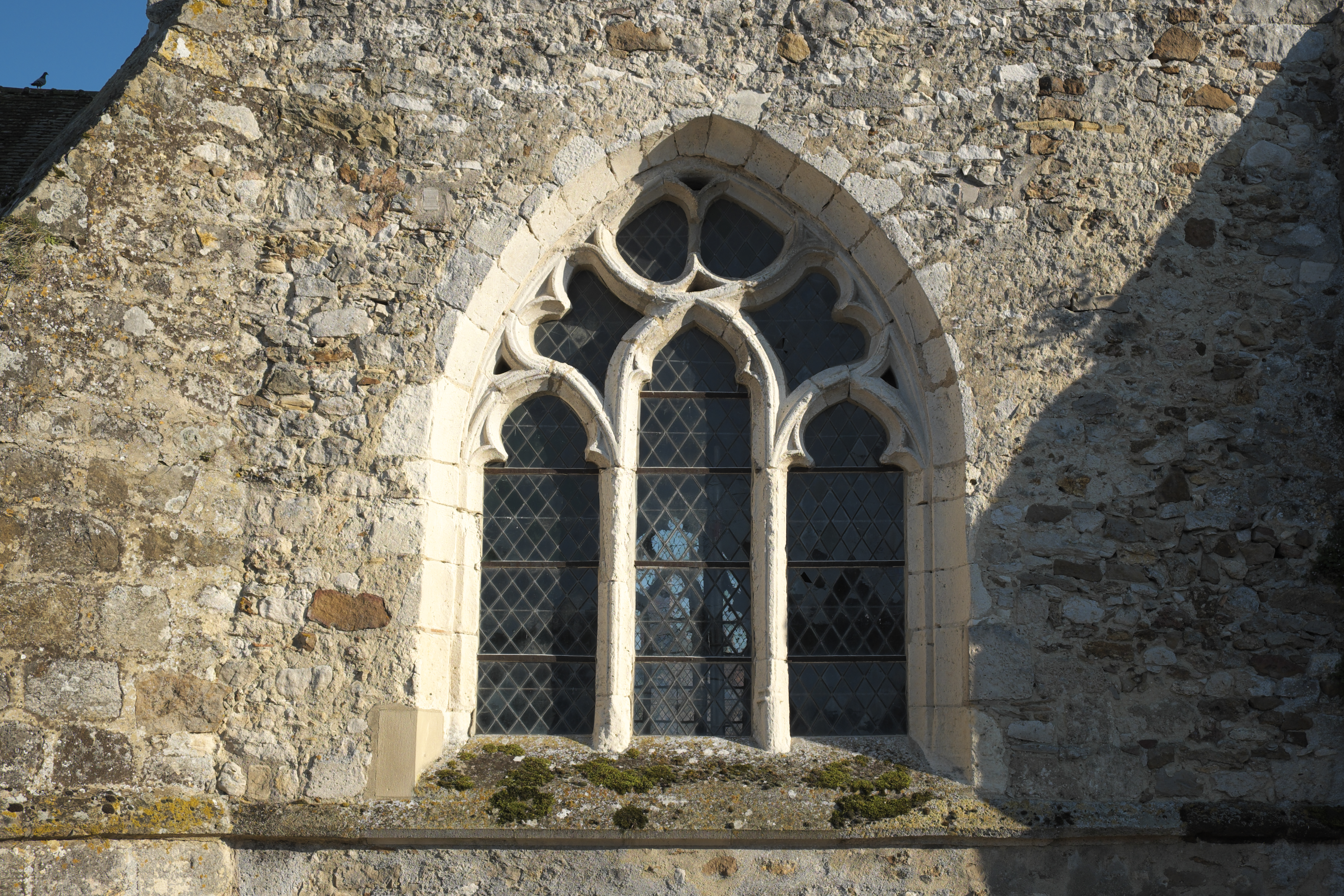
Détail d'une baie.

## Mobilier
En l'église se trouvent de nombreux objets remarquables, dont plusieurs sont classés ou inscrits comme monuments historiques (MH) au titre objet.
Dans le chœur de l’église, le maître-autel et son tabernacle à aile datant du XVIIIe siècle sont classés MH, , tout comme les lambris de revêtement datant de la même époque . Le tabernacle du maître autel abrite un reliquaire de saint Alpin du XVIIIe siècle, portant l’inscription « reliquae sancti alpini catalaunensis » .
D’autres autels sont classés ou inscrits : 
- un autel tombeau du XVIIIe siècle (classé)[8], dont les lambris à l'ouest du bas-côté nord sont inscrits MH[9] ;
- un autel secondaire de la Nativité du XVIIIe siècle et ses sculptures du XVIIe siècle ou XVIIIe siècle, à l'ouest du bas-côté sud (classés)[10],[11],[12] ;
- deux autels secondaires et leur retable, situés dans les chapelles absidiales, datés de 1753 et inscrits MH : la Vierge au nord et saint Bon au sud[13],[14],[15] ;
- les fonts baptismaux, leur autel et leur retable, situés dans le bas-côté sud et datés du XVIIIe siècle (inscrits)[16],[17].

Les clôtures du chœur et des chapelles, en fer forgé et datées de 1775, sont classées monuments historiques,. Un calice et sa patène en argent et argent doré de la première moitié du XIXe siècle, œuvre de Théodore Tonnelier, sont inscrits MH. De même, la cloche de l'église, en bronze et datée de 1683, est inscrite.

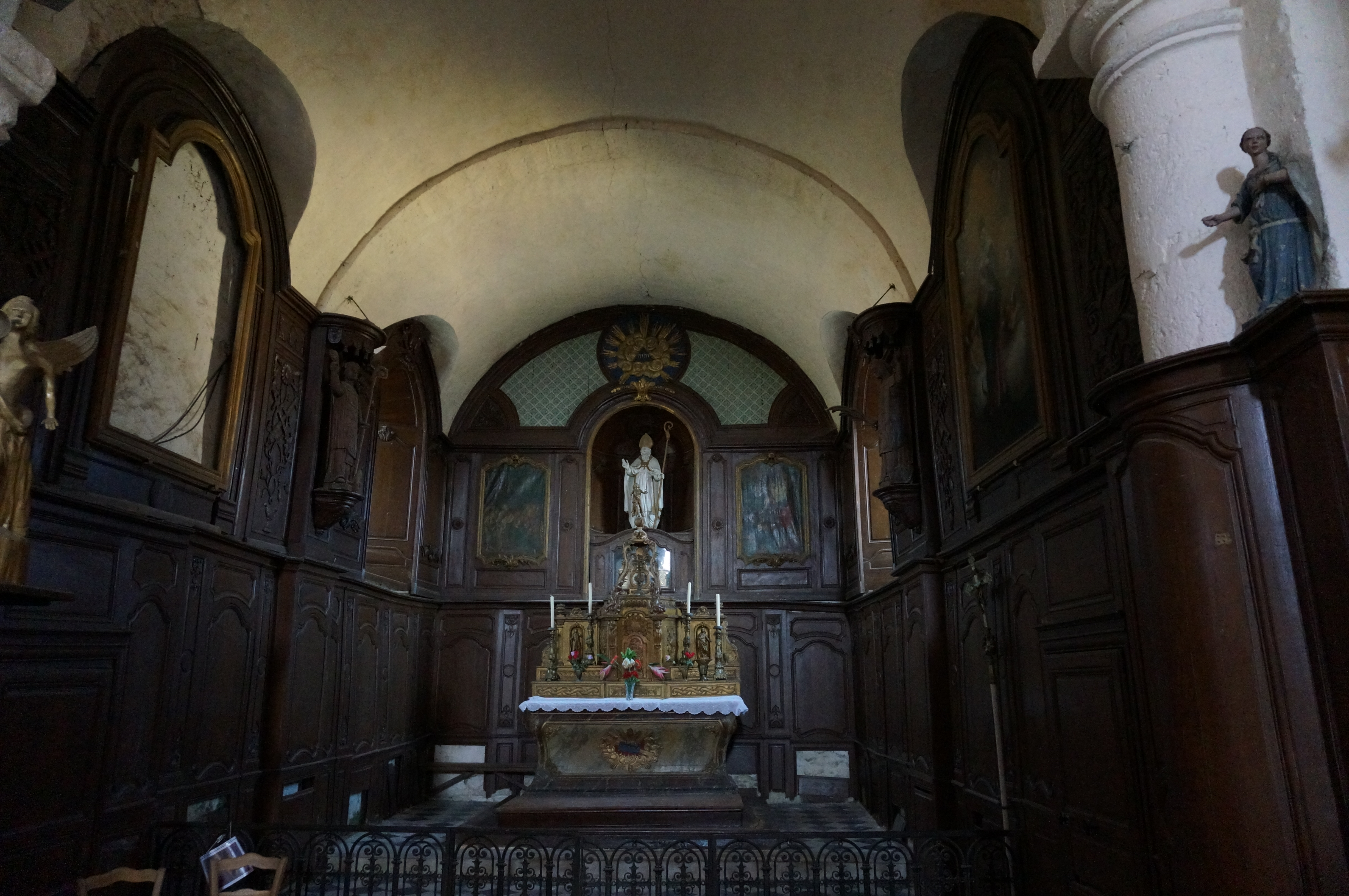
Le maître autel.
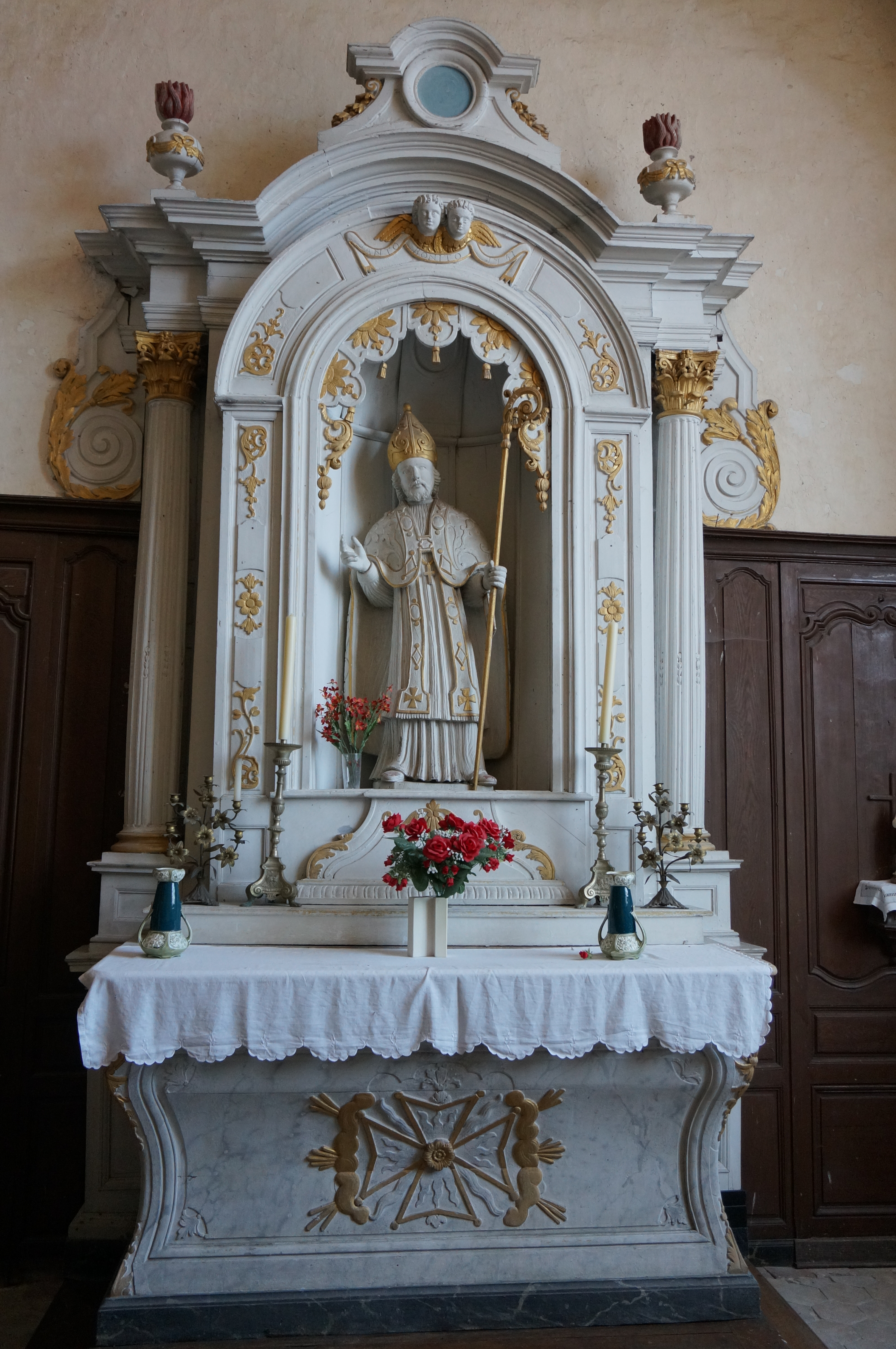
L'autel de saint Bon.
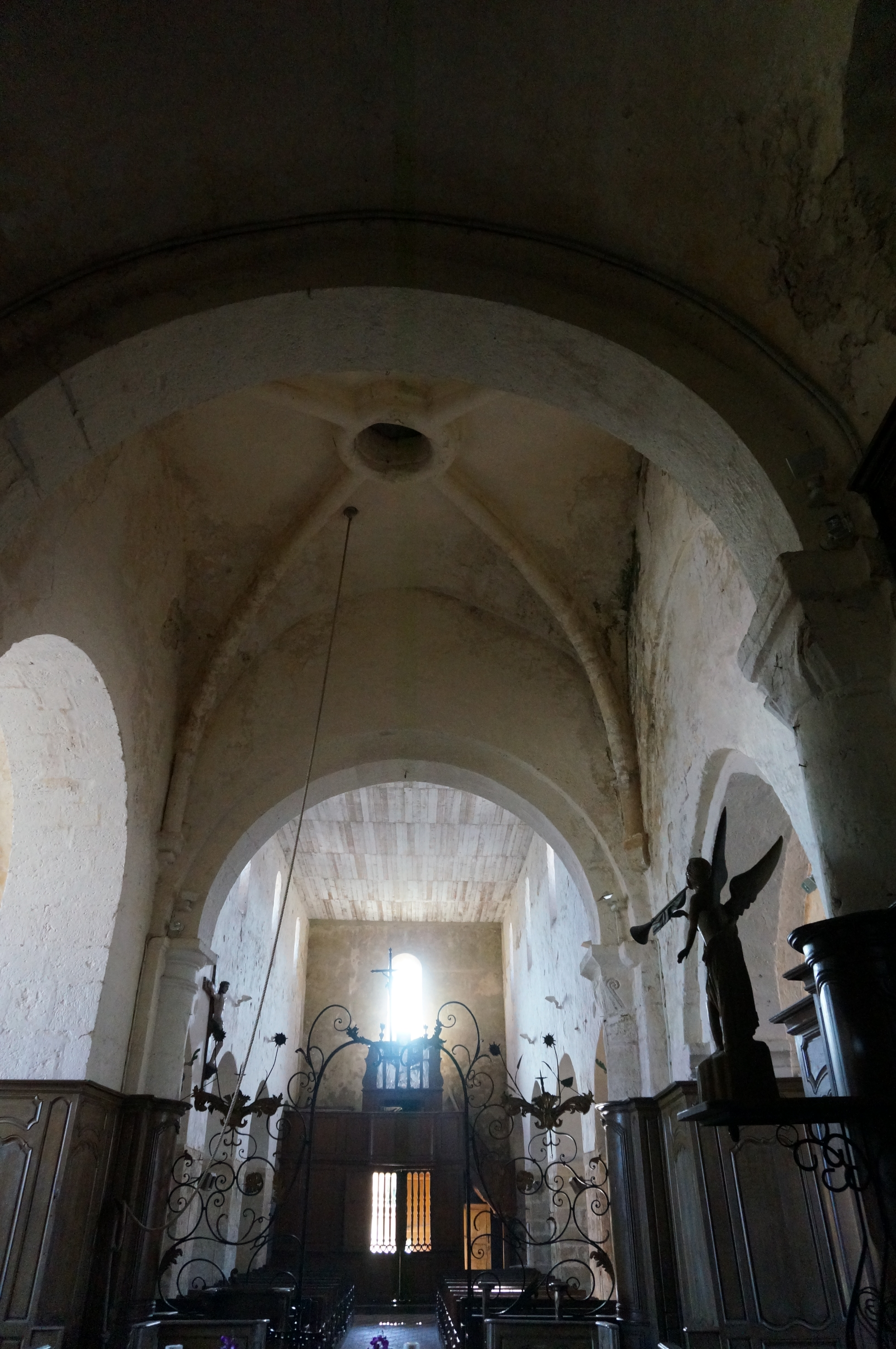
La nef et les clôtures de l'église.

L'église comprend plusieurs statues en bois inscrites aux monuments historiques : deux statues du Christ du XVIIe siècle (Christ aux liens et un Christ en croix), ainsi que des statues du XVIIIe siècle représentant saint Alpin, saint Eloi et saint Vincent dans le chœur,,,,, saint Bon et la Vierge à l'Enfant dans les chapelles absidiales,, ou encore quatre martyres et saintes dans la nef,. 
Des tableaux (peinture à l'huile) du XVIIIe siècle sont également inscrits MH. Ils représentent saint Alpin, saint Bon, saint Gilles, l'Assomption, l'Immaculée Conception,,,,, ainsi que la Présentation au Temple et la Descente de Croix (ces deux derniers tableaux sont la copie d'œuvres du siècle précédent).
Enfin, l'orgue de tribune de l'église date du début du XVIIIe siècle. Provenant de l'abbaye d'Andecy, il est déplacé dans l'église Saint-Alpin au siècle suivant. Pillé dans les années 1940, sa partie instrumentale — un clavier de 54 notes et un pédalier de 18 notes — est inscrite MH.

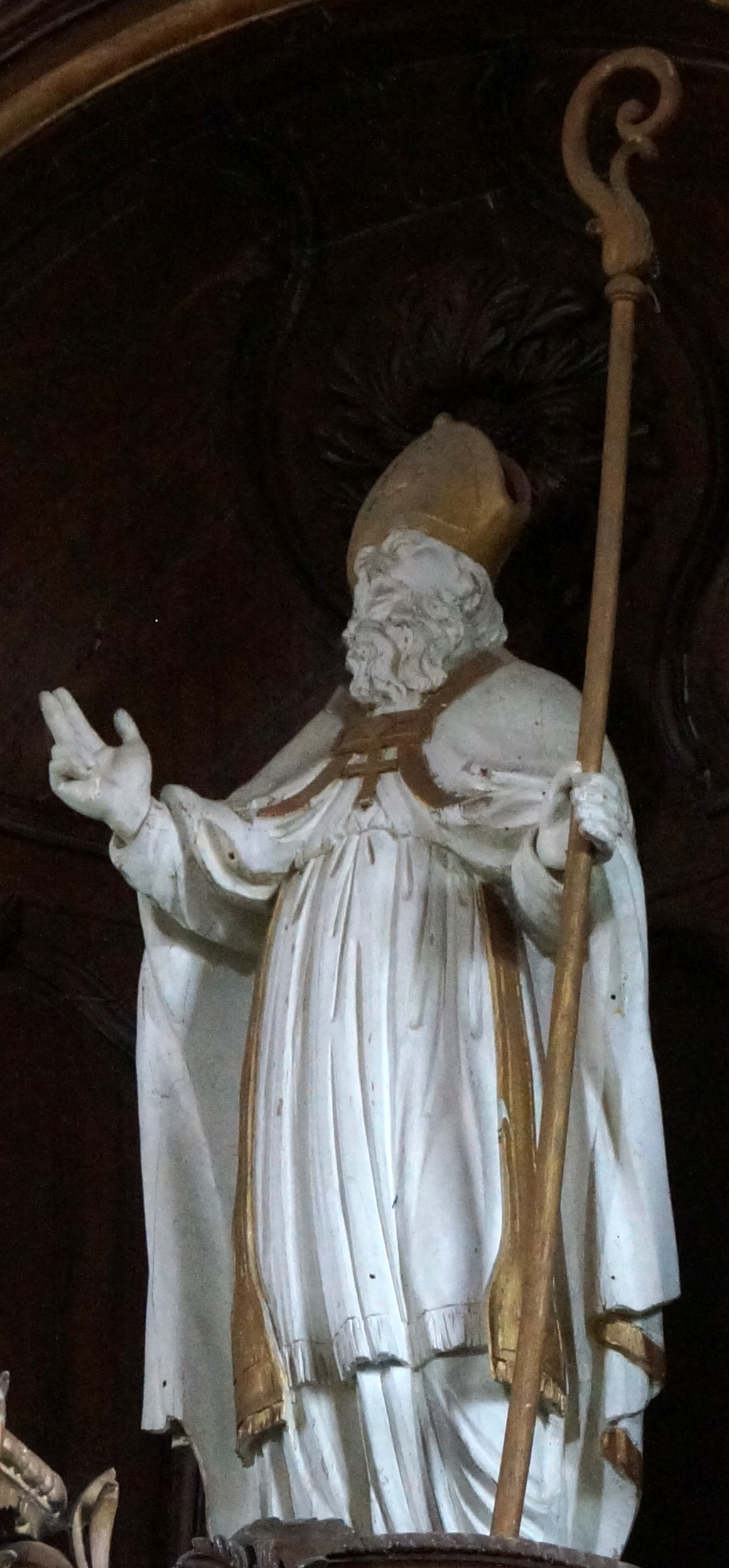
Statue de saint Alpin.
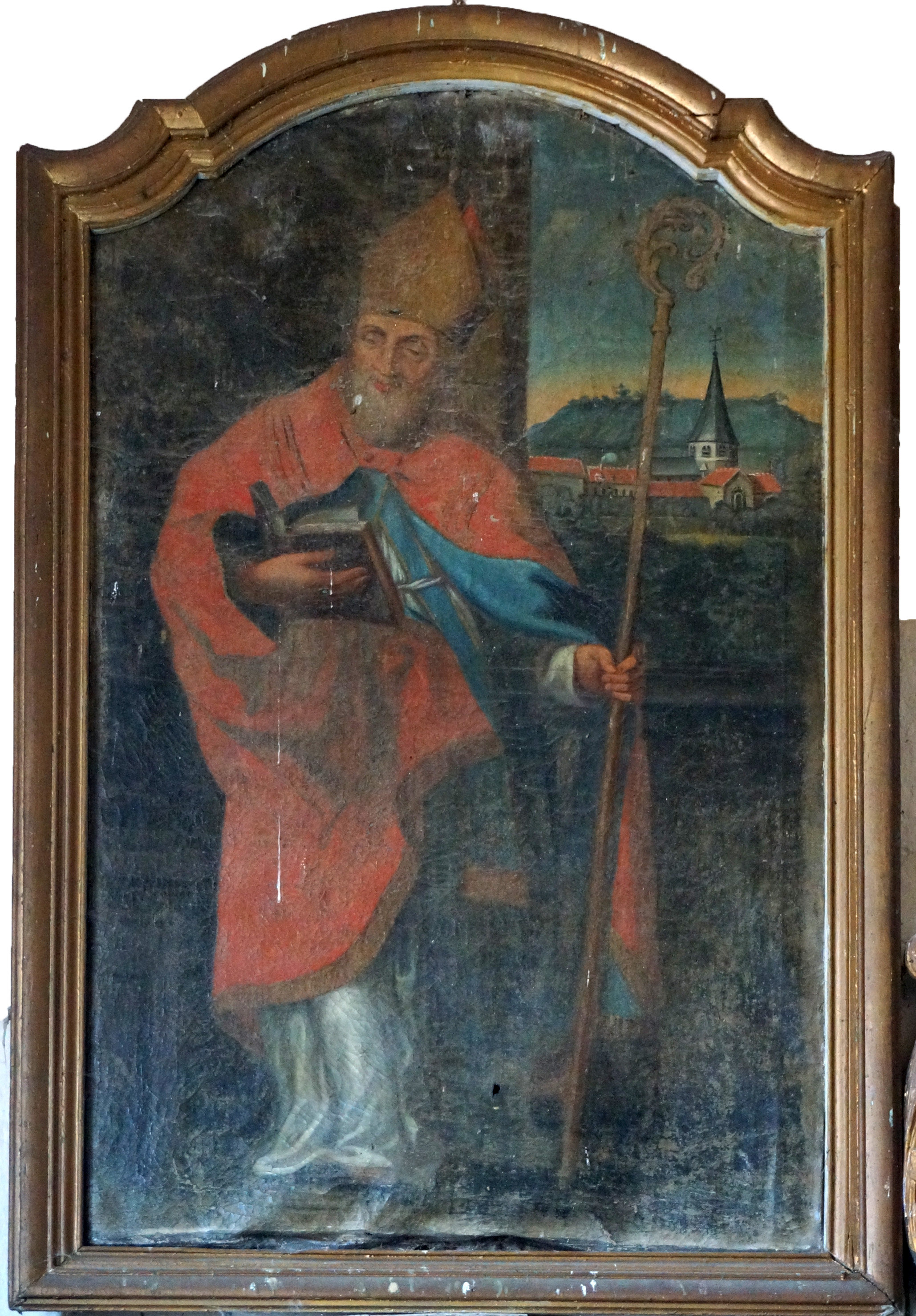
Tableau de saint Alpin.
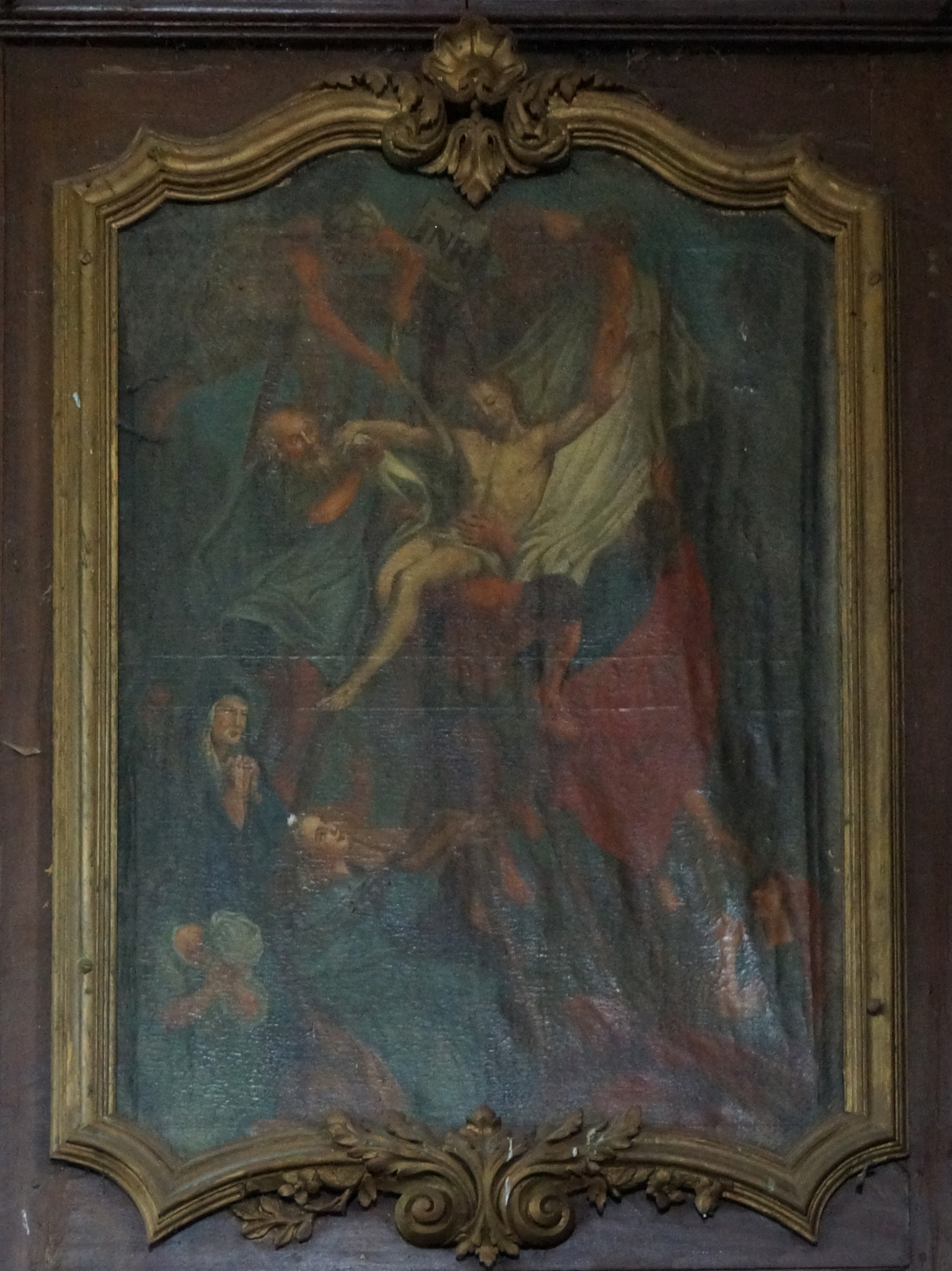
La Descente de Croix.
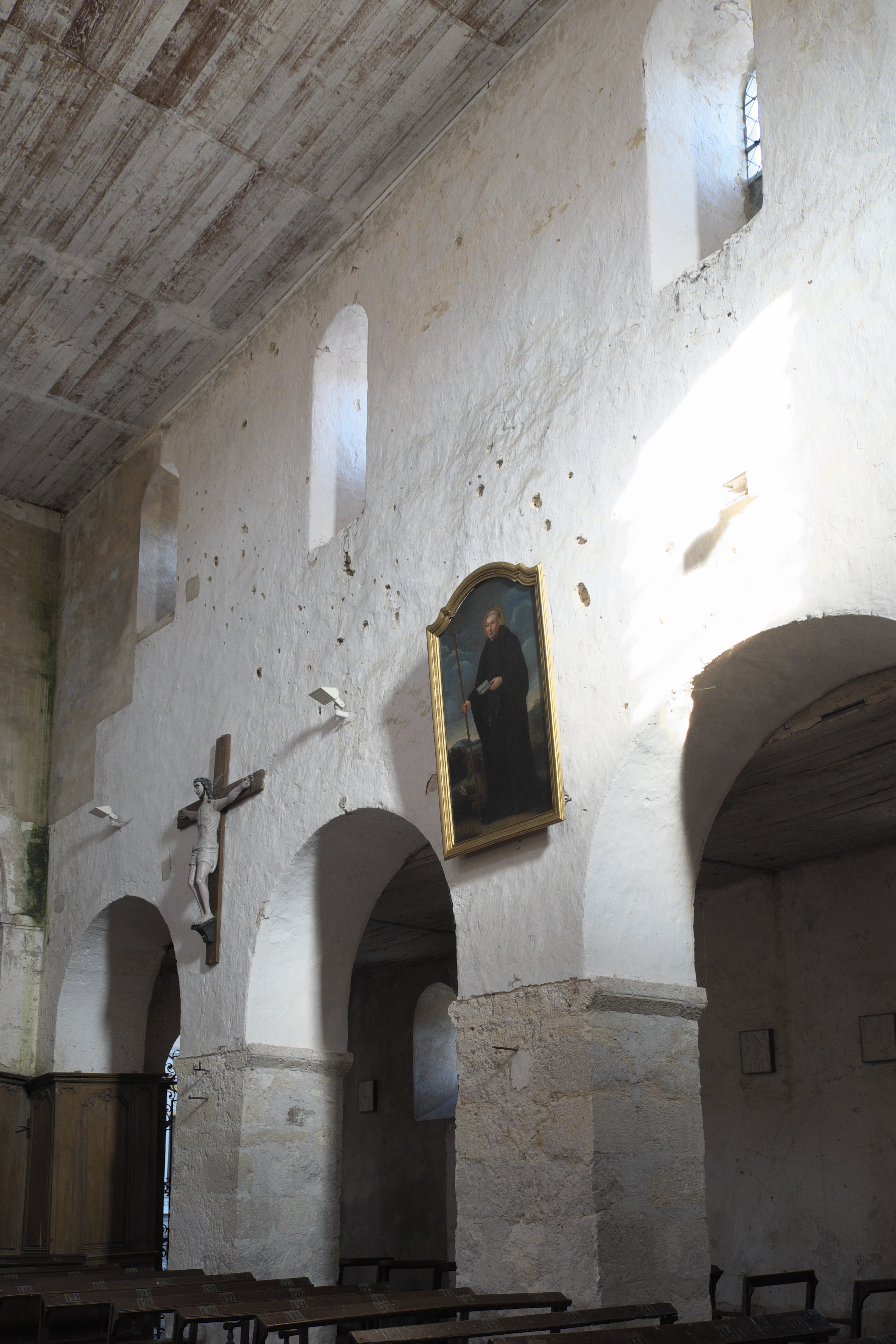
Le Christ en Croix et un tableau de saint Gilles.

## Fresques
Des fresques ont été découvertes en 1934 à l'occasion d'une préparation de l'église pour des communions solennelles du village[réf. nécessaire].
Datées du XVe siècle ou du XVIe siècle, ces fresques représentent notamment la Vierge de Pitié (mur ouest), saint Nicolas (mur est) et diverses scènes au nord (dont l'Échelle de Jacob et un saint évêque).

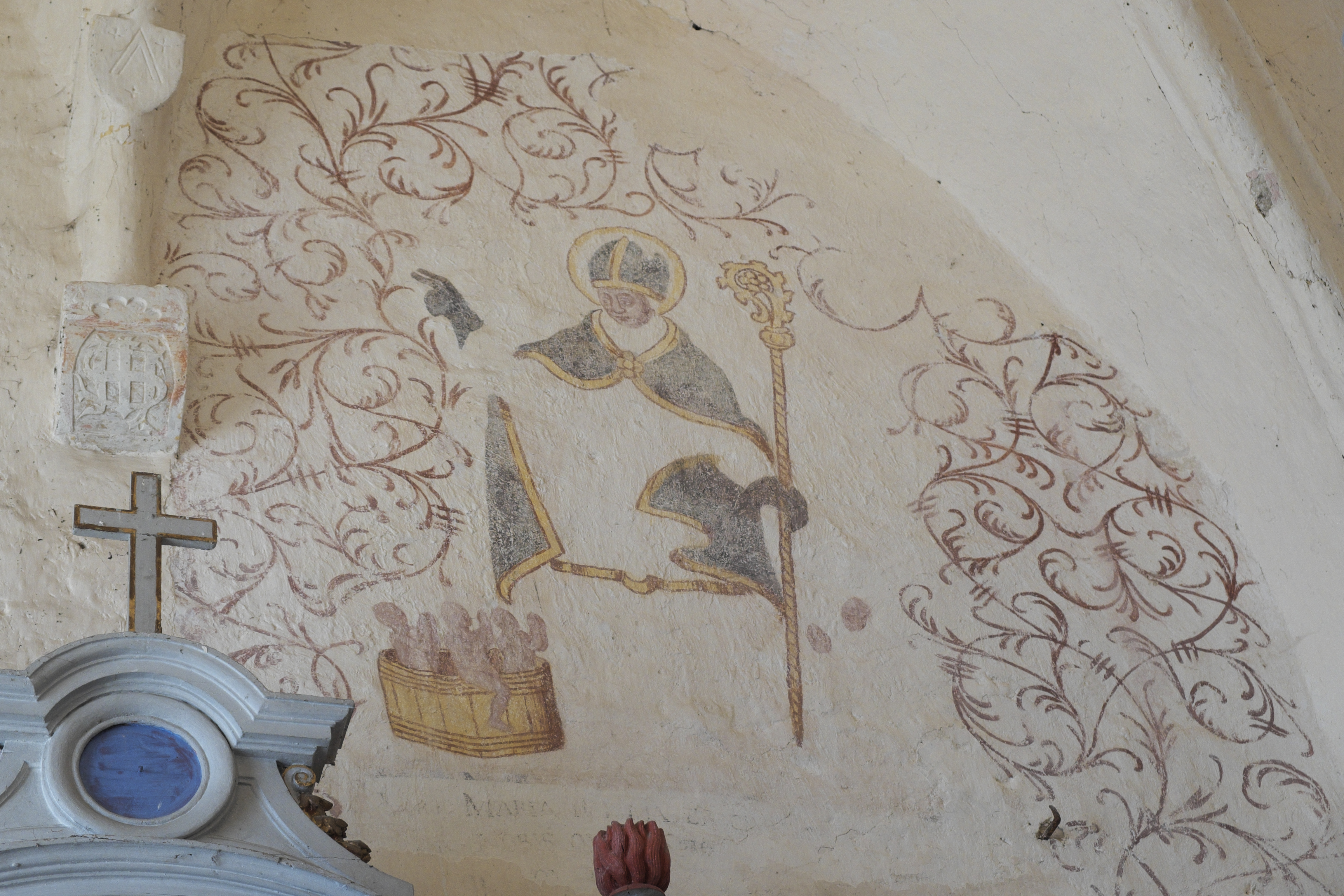
Saint Nicolas.
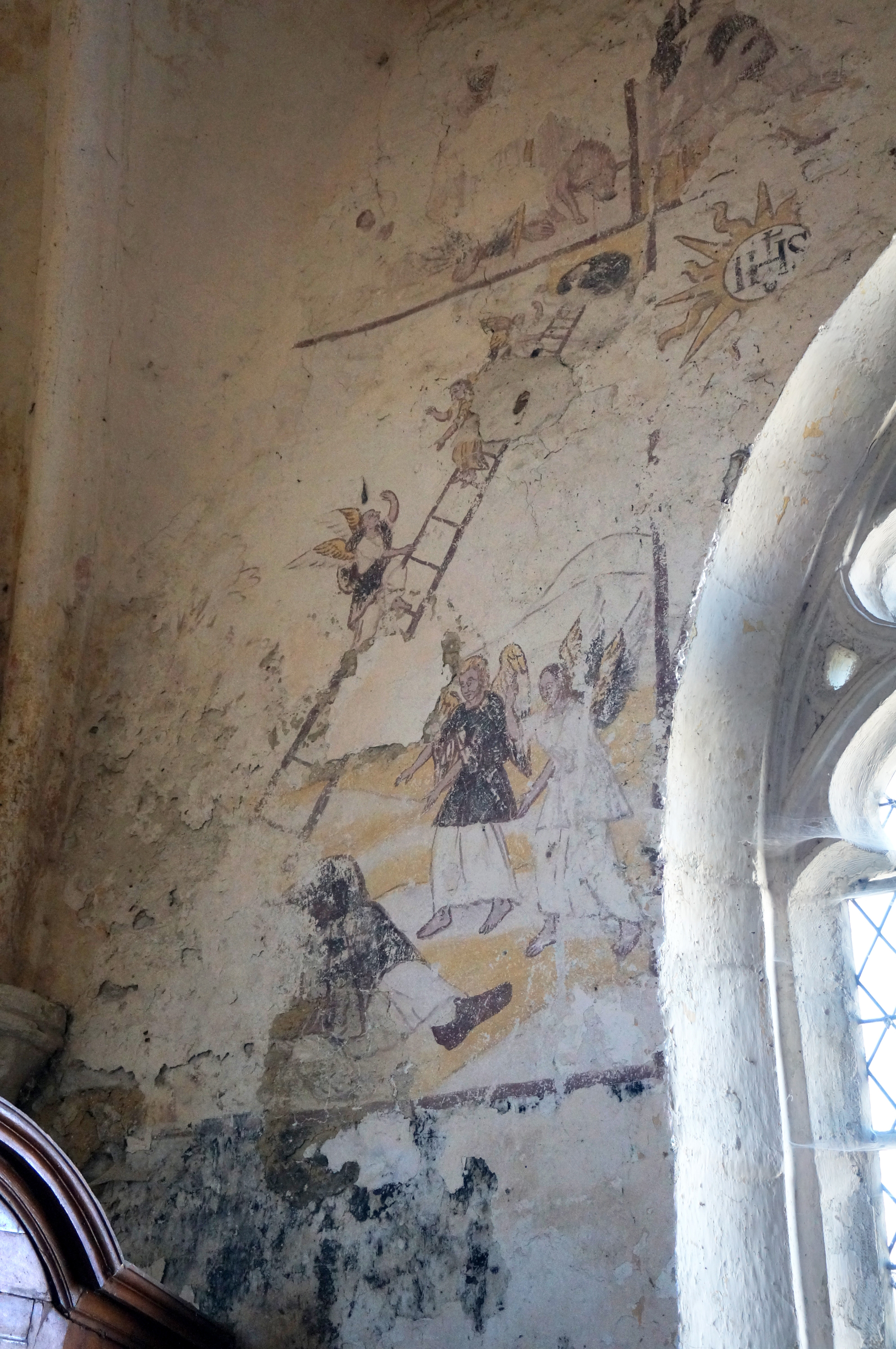
La montée au ciel.
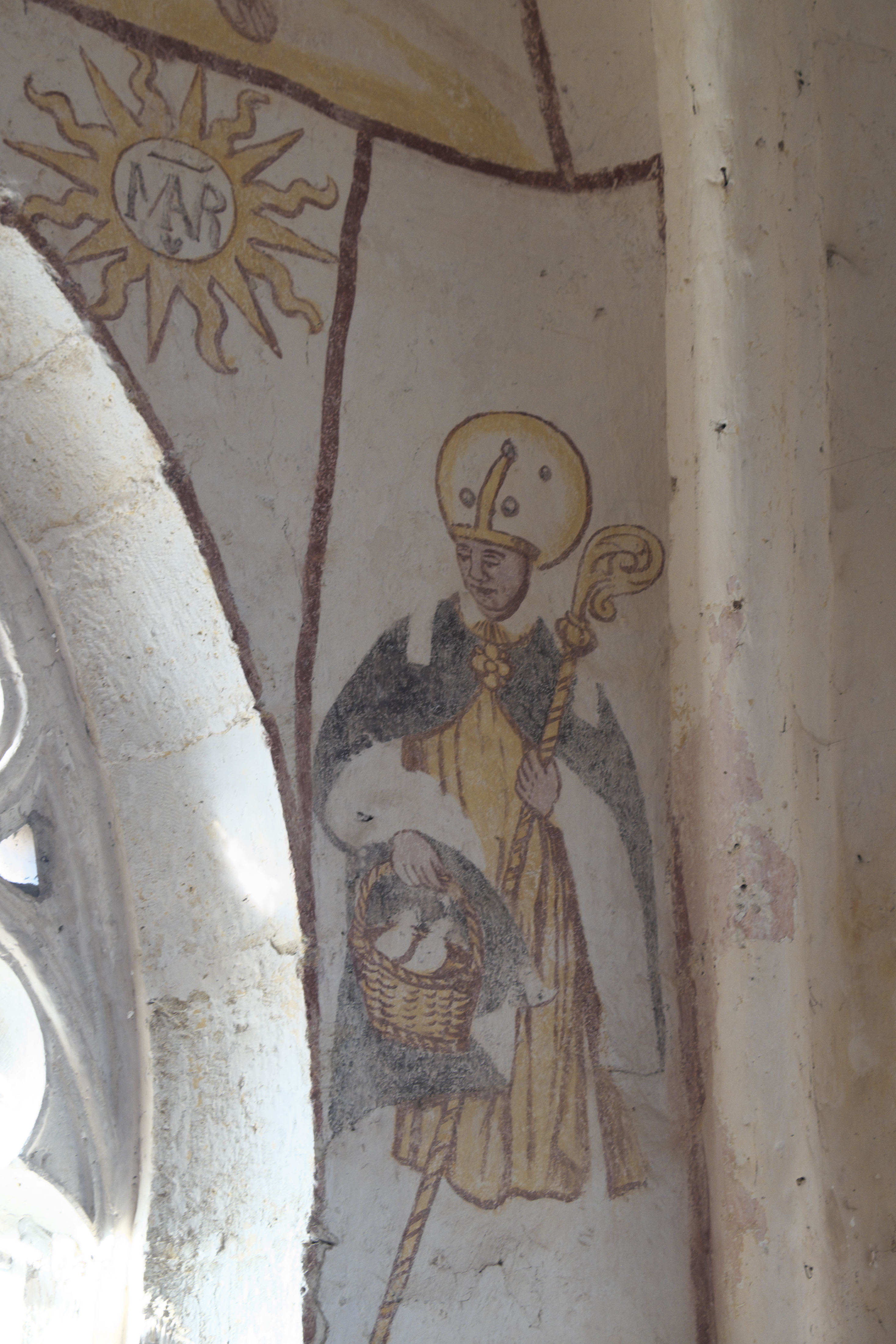
Saint Martin de Tours.
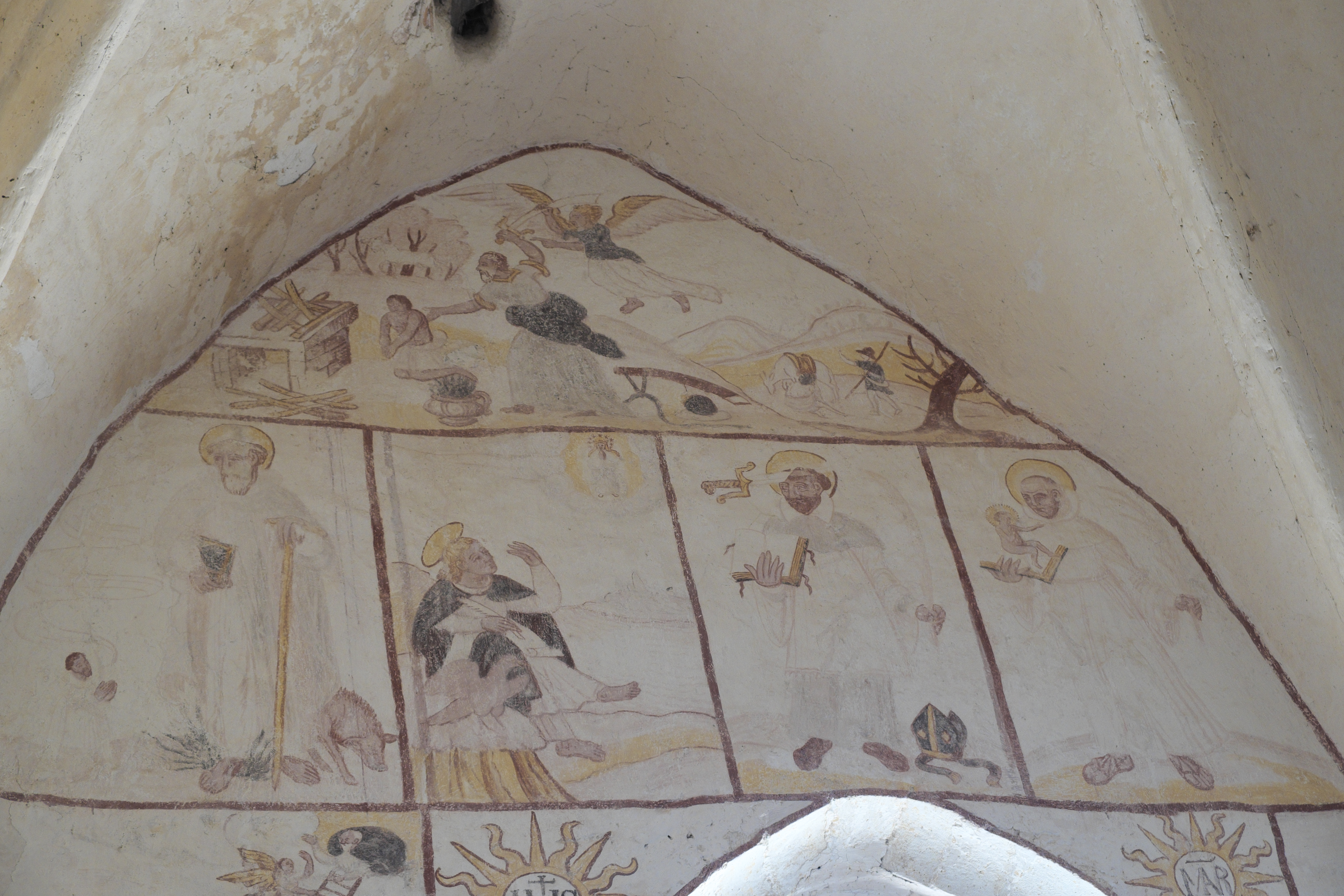
Le sacrifice d'Isaac et autres scènes.
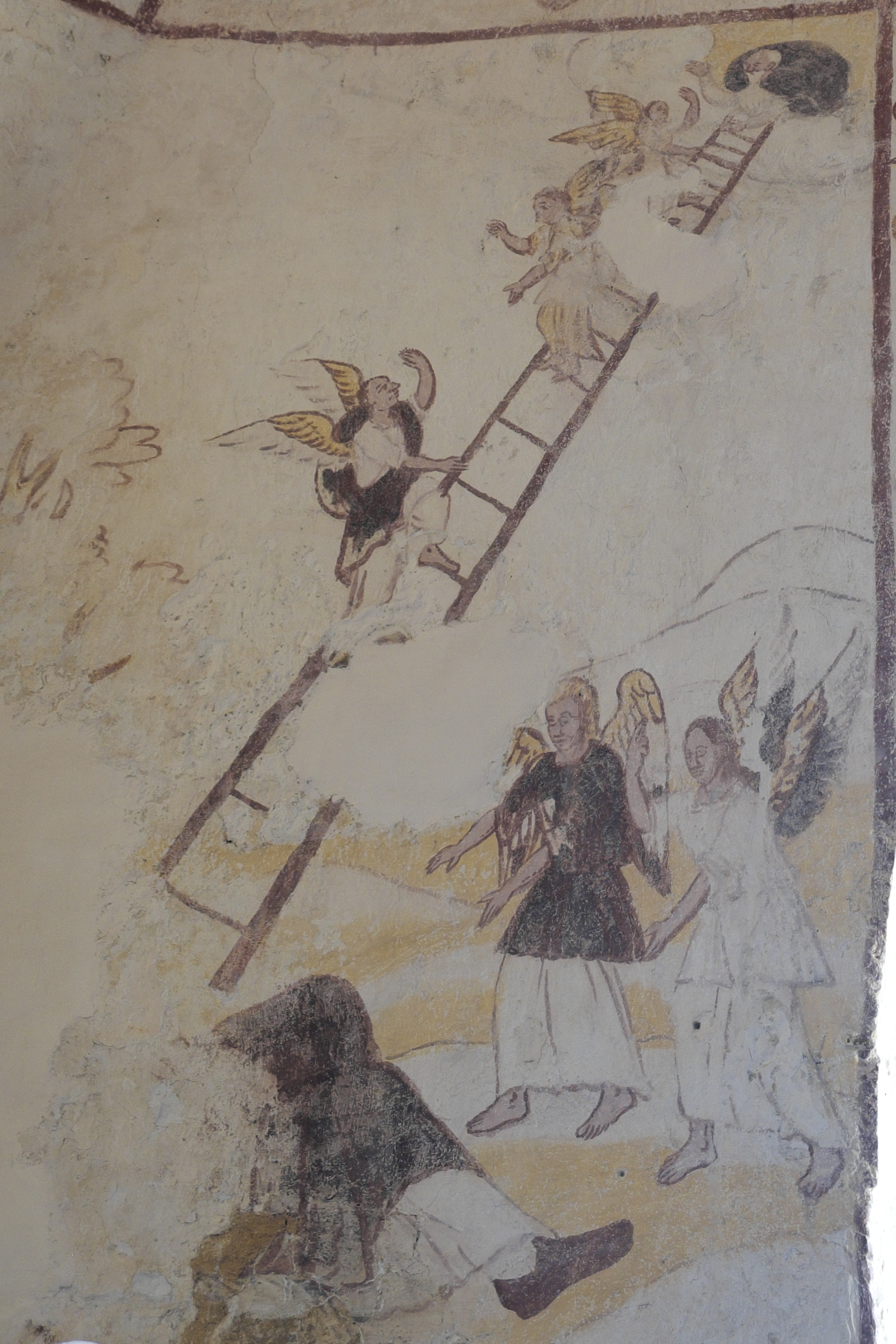
L'échelle de Jacob.